# Вабанк
Вабанк (на френски: Va banque или Vabanque) е хазартно понятие от играта на карти фаро (Pharo или Faro), която е била популярна през 18 и 19 век. Подобно е на решението за „банка“ („banco“) в „chemin de fer“, форма на играта Baccarat. Това означава, че играчът залага равен на текущата сума пари в „банката“ на играта. Обикновено вабанк е рисков избор, тъй като играчът поставя всичко на карта, той е „all in“ и може да загуби всичко или да спечели еднаква сума.

## Други значения
Терминът става особено популярен след разговор между Херман Гьоринг и Адолф Хитлер по случай британското обявяване на война през 1939 г., когато полската криза достига своя връх преди Втората световна война. Гьоринг съветва Хитлер: „Нека напуснем играта вабанк“, на което Хитлер отговаря: „Аз винаги играя вабанк в живота си".
В преносен смисъл фразата има значението на рисков ход със залог на всичко.